# Roman Dmowski
Roman Stanisław Dmowski (Varsovia, 9 de agosto de 1864-Drozdowo, 2 de enero de 1939) fue un político, estadista e ideólogo polaco, cofundador del partido Democracia Nacional.

## Biografía

### Comienzos en Rusia
Miembro del conservador Partido Nacional Democrático (en polaco: Narodowa Dermokracja), Dmowski había desarrollado su carrera política en Rusia antes del estallido de la Primera Guerra Mundial. Político destacado, sobresalía por la capacidad de plasmar sus ideas políticas en programas coherentes, siendo considerado más un ideólogo que un hábil negociador. Su prestigio anterior a la guerra mundial se acrecentó debido a sus publicaciones en la revista Crítica polaca (Przeglad Wszechpolski), que editaba, y a diversos ensayos políticos que aparecieron a comienzos de siglo (Pensamientos de un polaco moderno [1903], La cuestión polaca [1906]). Fue diputado en la Duma rusa.

### La guerra
Al desencadenarse la guerra mundial, Dmowski permaneció en Rusia hasta el otoño de 1915, cuando partió a Gran Bretaña para intentar defender los intereses polacos ante los británicos, desilusionado de la postura rusa ante sus reivindicaciones. Su situación en este país fue empeorando según avanzaba la guerra, al hacerse cada vez más patentes los rasgos menos atractivos de la postura de Dmowski ante los británicos: su nacionalismo extremo, la intolerancia hacia el resto de los habitantes del territorio que consideraba polaco y, sobre todo, su hostilidad hacia los judíos. Ya en 1912 había fomentado el boicoteo de negocios judíos en Varsovia. Durante la guerra, en su principal obra del periodo (Los problemas de la Europa central y oriental) insinuaba su preferencia por la emigración masiva de judíos como solución al «problema judío». Su antisemitismo perjudicó la causa nacionalista polaca ante los británicos. En parte también impidió que el Comité Nacional Polaco (Komitet Narodowy Polski, KNP) fuese reconocido por la Entente como Gobierno polaco en el exilio.
En el problema del territorio que debía formar la futura Polonia independiente, Dmowski, a pesar de descartar la vuelta a las fronteras anteriores a la primera partición, defendía la inclusión de áreas donde los polacos eran una minoría, en especial en el Este. Sus argumentos a favor de anexionar Danzig, la Alta Silesia, el sur de Prusia Oriental y amplias franjas de las actuales Lituania, Bielorrusia y Ucrania se fundamentaban en una mezcla de razonamientos étnicos, económicos, históricos y estratégicos.
En el verano de 1917 fundó, junto con otros políticos del conservador Partido Nacional Democrático, el Comité Nacional Polaco, con sede en París. Dmowski lo dirigía. A pesar de no lograr el reconocimiento como gobierno en el exilio, el Comité sí obtuvo el control de las tropas polacas que luchaban en el frente occidental.

### Representante en Versalles
Al terminar la guerra, el KNP de Dmowski no logró ser reconocido por la Entente como gobierno provisional, a pesar de contar con el apoyo francés. Dmowski, sin embargo, defendió su visión con gran habilidad ante los dirigentes aliados. Esta consistía en el resurgimiento de una Polonia fuerte que debía devolver el equilibrio de poderes a Centroeuropa, perdido por el crecimiento del poderío alemán. Para acabar con la amenaza de Alemania, que Dmowski veía como el mayor enemigo de Polonia, aquella debía reducirse a sus fronteras étnicas y desmembrar el Imperio austrohúngaro, que se había convertido en su seguidor más fiel.
La organización del futuro Estado polaco, que incluiría cerca de un 40 % de ciudadanos de las minorías con las fronteras defendidas por Dmowski, sería unitaria y centralista, a excepción de la autonomía que se concedería a Lituania. Lituanos, bielorrusos y ucranianos debían ser asimilados a la cultura polaca. El Parlamento no debía incluir ni un 25 % de diputados de las minorías, que hubiesen quedado poco representadas. Dmowski rechazaba la posibilidad de una federación o confederación de naciones dentro del Estado, puesto que la consideraba incompatible con el Estado poderoso que ansiaba.
A comienzos de 1919, un acuerdo entre el KNP de Dmowski en París y el gobierno provisional de Piłsudski hizo del KNP el representante oficial de los polacos en la conferencia de paz, al tiempo que el partido de Dmowski entraba en el Gobierno.

### Primeros años de la república
Tras las primeras elecciones, los conservadores salieron vencedores, Dmowski logró una gran influencia en el país hasta el golpe de Estado de Piłsudski en 1926.

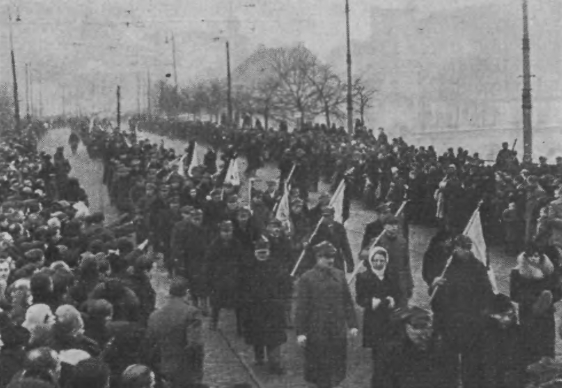
Cortejo fúnebre de Dmowski en Varsovia, 1939.

### Muerte
Con la salud debilitada, Dmowski se mudó al pueblo de Drozdowo cerca de Łomża, donde murió el 2 de enero de 1939 a la edad de 74 años.
Dmowski fue enterrado en el cementerio de Bródno en Varsovia en la tumba familiar. Su funeral contó con una amplia asistencia de al menos 100.000 personas; el gobierno polaco no envió ningún representante oficial.

## Rasgos de Dmowski

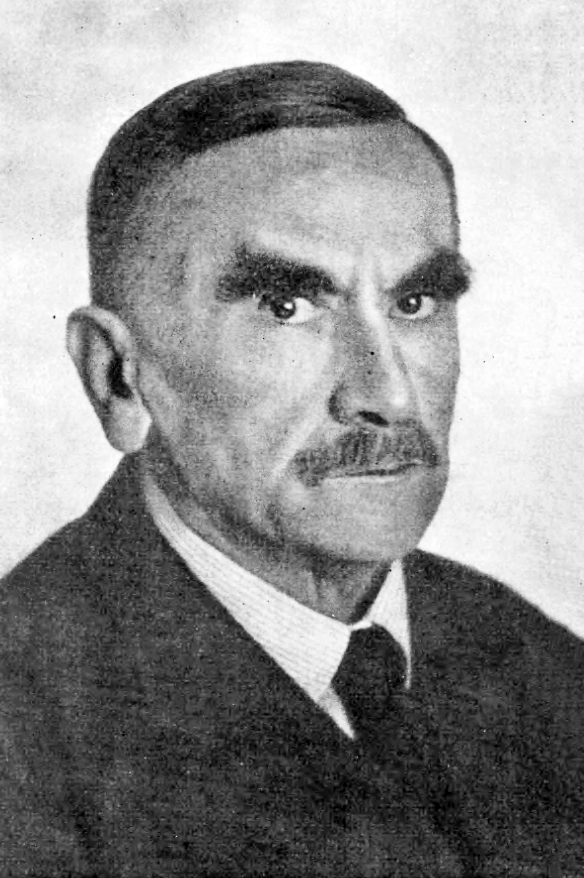
Dmowski en 1938, un año antes de su fallecimiento.

Inteligente, culto, brillante en muchos aspectos y consumado propagandista e ideólogo nacionalista, Dmowski carecía, sin embargo, de  cualidades como político: la pasión cuasi fanática por sus ideas le impedía modificar su postura frente a los que disentían y, en ocasiones, hacían de él un hombre demasiado persistente ante aquellos a los que intentaba influir. Su defecto más importante ante sus interlocutores occidentales era su acentuado antisemitismo, centro de su pensamiento.

## Obra
- Myśli nowoczesnego Polaka, 1902.
- Niemcy, Rosja a sprawa polska , 1908.
- Upadek myśli konserwatywnej w Polsce , 1914.
- Polityka polska i odbudowanie państwa, 1925.